# Henry Holland

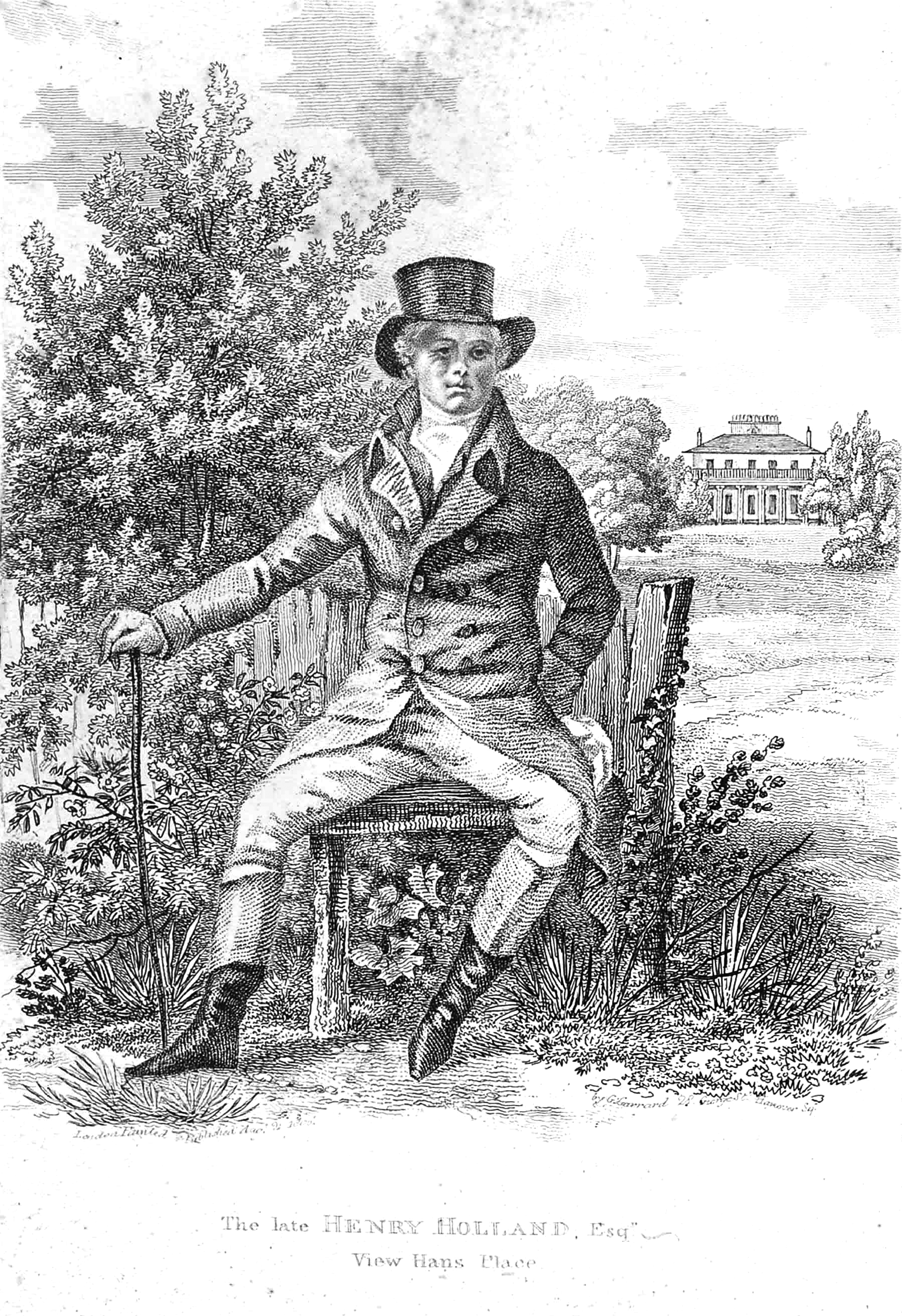
Retrato de arquitetos: Henry Holland, Esq. Ver Hans Place

Henry Holland (20 de Julho de 1745 - 17 de Junho de 1806) foi um arquiteto da nobreza inglesa que foi treinado por Capability Brown, com cuja ele mais tarde se casou. Sir John Soane foi um estudante de Henry Holland.